# Middle East Airlines

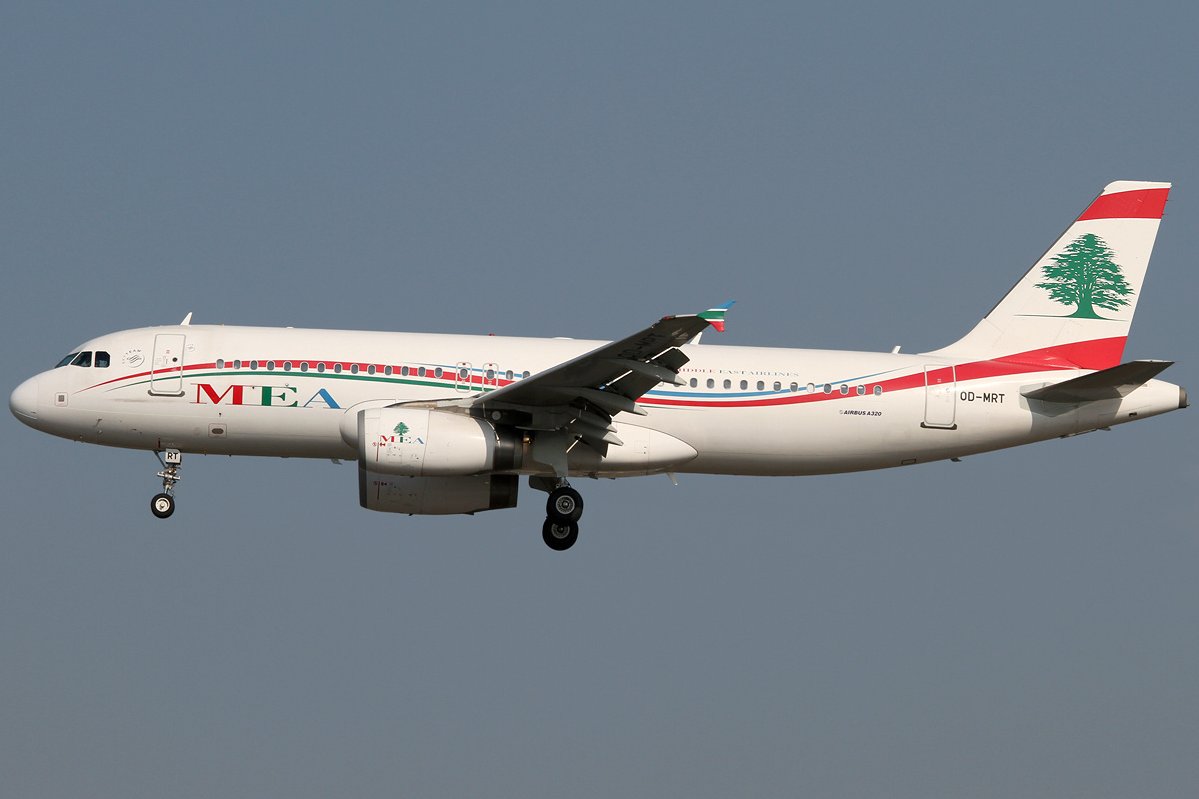
Airbus A320-200 společnosti Middle East Airlines

Middle East Airlines (arabsky طيران الشرق الأوسط‎, celým názvem Middle East Airlines – Air Liban S.A.L., طيران الشرق الأوسط ـ الخطوط الجوية اللبنانية‎) jsou národním leteckým přepravcem Libanonu, sídlícím v Bejrútu, jehož uzlové letiště je Bejrútské mezinárodní letiště Rafíka Harírího. Společnost byla založena 31. května 1945 a od roku 2012 je členem globální letecké aliance SkyTeam.